# Coenosia paludis
Coenosia paludis este o specie de muște din genul Coenosia, familia Muscidae, descrisă de Tiensuu în anul 1939. Conform Catalogue of Life specia Coenosia paludis nu are subspecii cunoscute.